# ФК „Сараево“
ФК Сараево (на сръбски: Fudbalski Klub Sarajevo или Фудбалски клуб Сараево) е футболен отбор от град Сараево – столицата на Босна и Херцеговина. Клубът се състезава на най-високото ниво на клубния футбол в Босна и Херцеговина – Премиер лигата, и е сред най-популярните отбори в страната.
ФК „Сараево“ е сред най-изявените участници в клубния футбол на Босна и Херцеговина, като е печелил 2 пъти Премиер лигата и е 4-кратен носител на Купата на страната. Мачът с градския съперник Железничар е известен като „Дербито на Сараево“.

## Успехи

### Югославия
- Югославски шампионат
  -  Шампион (2): 1966/67, 1984/85

### Босна и Херцеговина
- Премиер лига на Босна и Херцеговина
  -  Шампион (5): 1998/99, 2006/07, 2014/15, 2018/19, 2019/20
  -  Второ място (7): 1994/95, 1996/97, 1997/98, 2005/06, 2010/11, 2012/13, 2020/21
  -  Трето място (7): 1999/2000, 2000/01, 2002/03, 2003/04, 2013/14, 2016/17, 2017/18
- Купа на Босна и Херцеговина по футбол
  -  Носител (8): 1996/97, 1997/98, 2001/02, 2004/05, 2013/14, 2016/17, 2020/21, 2024/25
- Суперкупа на Босна и Херцеговина
  -  Носител (1): 1996/97

## Български футболисти
- Мартин Паскалев: 2025...